# Kikvedel
Kikvedel, Astragalus cicer, är en växtart i familjen ärtväxter. 